# شاين ديفين
شاين ديفين (بالإنجليزية: Shane Devine)‏ هو قاضي ومحامي أمريكي، ولد في 1 فبراير 1926 في مانشستر في الولايات المتحدة، وتوفي في 22 فبراير 1999 في جزر العذراء في الولايات المتحدة.